# یوناگو، توتوری
یوناگو در استان توتوری در کشور ژاپن واقع شده‌است که دارای جمعیت ۱۴۹٬۱۴۰ نفر و مساحت ۱۳۲٫۲۱ کیلومتر مربع با تراکم جمعیت ۱٬۱۲۸ نفر در کیلومترمربع است و در تاریخ ۱ آوریل ۱۹۲۷ به عنوان شهر شناخته شد.

## نگارخانه

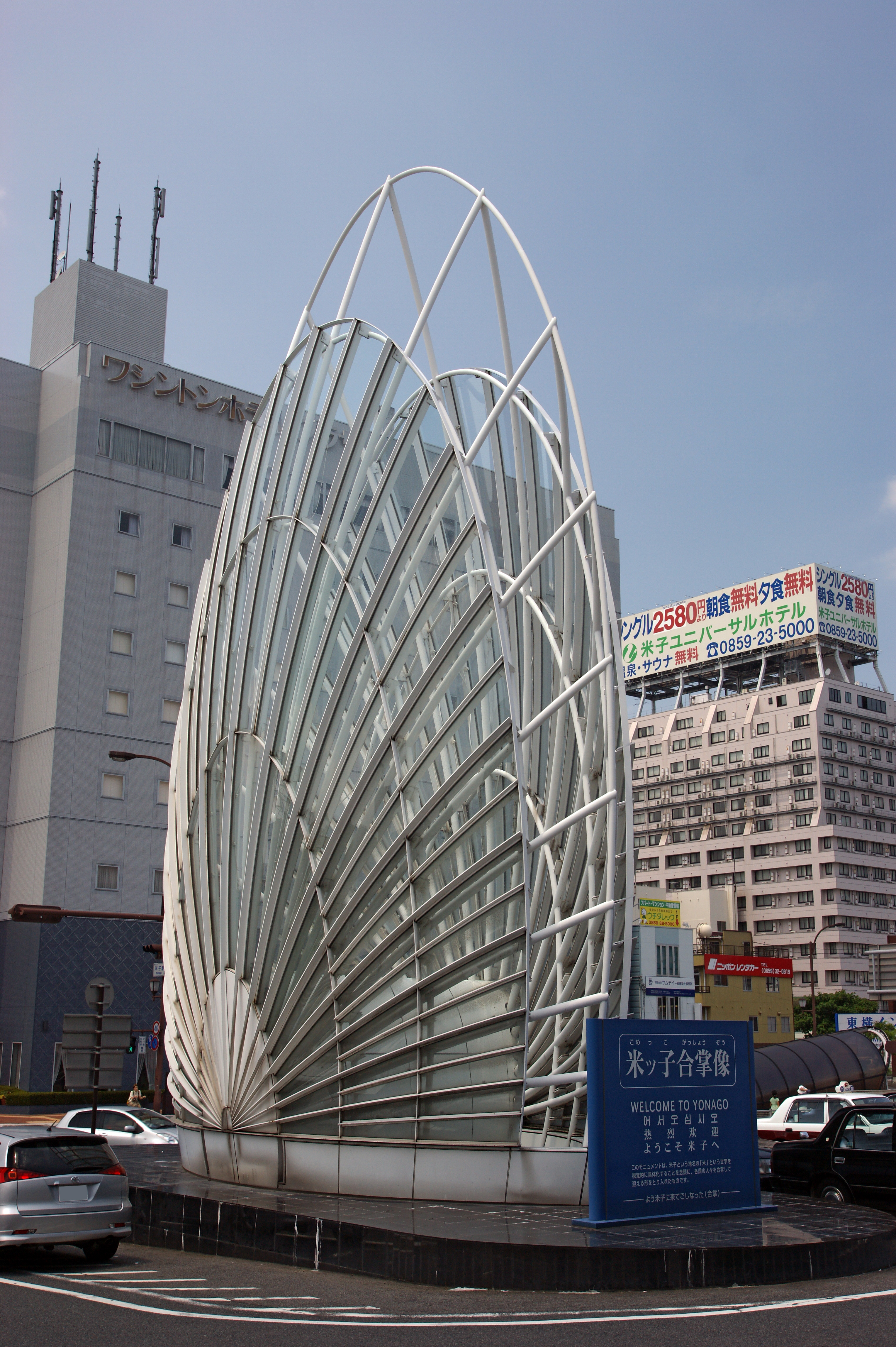
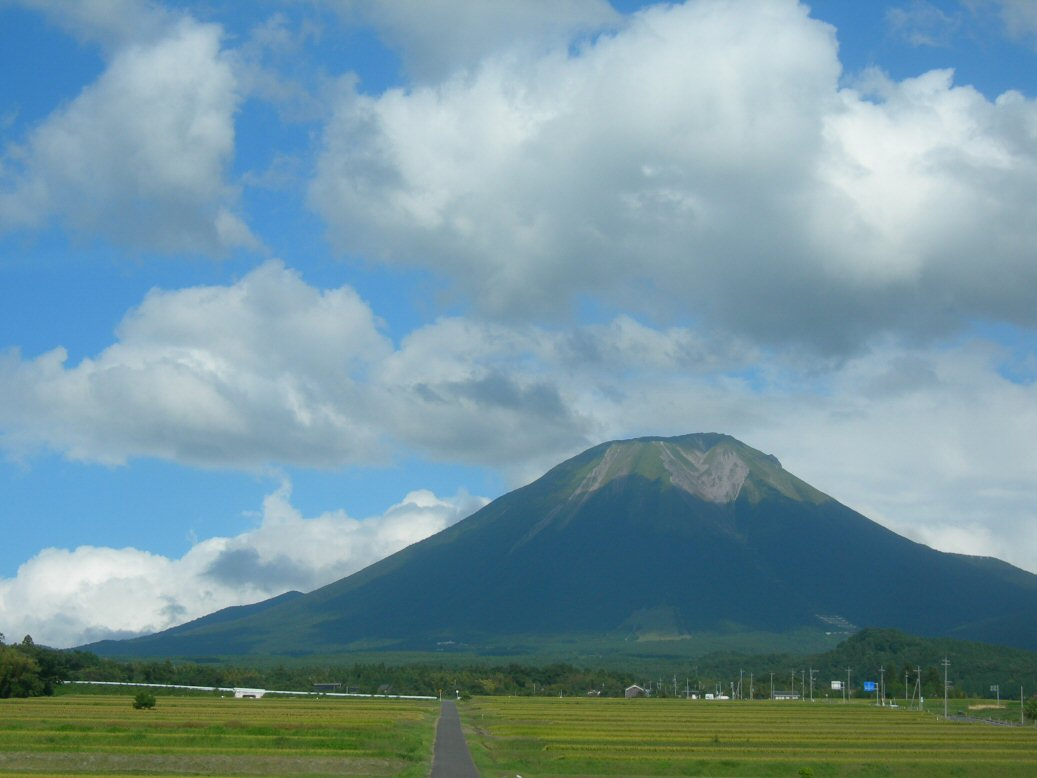